# Ninoxe bariolée
Ninox variegata
Espèce
Synonymes
- Noctua variegata Quoy & Gaimard, 1830
(protonyme)

Statut de conservation UICN

 LC  : Préoccupation mineure
Statut CITES
La Ninoxe bariolée (Ninox variegata) est une espèce d'oiseaux de la famille des Strigidae.

## Répartition
Cette espèce est endémique de l'archipel Bismarck.

## Sous-espèces
D'après la classification de référence (version 14.1, 2024) de l'Union internationale des ornithologues, la Ninoxe bariolée possède 2 sous-espèces (ordre philogénique) :
- Ninox variegata superior Hartert, EJO, 1925 ;
- Ninox variegata variegata (Quoy & Gaimard, 1832).